# La Mata (Repubblica Dominicana)
La Mata o Villa La Mata è un comune della Repubblica Dominicana di 39.459 abitanti, situato nella Provincia di Sánchez Ramírez. Comprende, oltre al capoluogo, due distretti municipali: La Bija e Angelina.